# Рюинар, Тьерри
Тьерри Рюинар (фр. Thierry Ruinart, 1657—1709) — мавринианин, ближайший сотрудник Мабильона по изданию агиографических материалов. Кроме того, занимался производством шампанского.
В сентябре 1729 года его племянник Николя основал винодельческую компанию Дом Рюинар.

## Основные труды
- «Ada martyrum sincera et selecta» (П., 1689)
- «S. Gregorii Turenensis opera omnia» (П., 1599)
- «Historia per secutionis Vandalicae» (1694).